# Justin-François-Bertrand-Marcel-Angélique-Gustave Fontan
Justin-Francois-Bertrand-Marcel-Angéli-Gustave Fontan, francoski general, * 1881, † 1961.